# Castelfranc
Castelfranc é uma comuna francesa na região administrativa de Occitânia, no departamento de Lot. Estende-se por uma área de 5,71 km². Em 2010 a comuna tinha 436 habitantes (densidade: 76,4 hab./km²).